# 自由ザクセン
自由ザクセン（じゆうザクセン、ドイツ語：Freie Sachsen、略称：FS）は、2021年に設立されたドイツ・ザクセン州内の分離独立・自治運動で、旧ザクセン王家の復活と "必要なら分離独立 "を目指している政党。自らを右翼の君主主義グループとみなしている。

## 歴史
ベルムスグリュンのHaus des Gastesで開かれた「自由ザクセン」の設立総会は、市庁舎の使用について問う機会となった。小規模政党「自由ザクセン」 は、ザクセン州におけるパンデミック対策への抗議行動の動員において重要な役割を果たした。この組織は、その影響力を街頭から市庁舎、そして州議会にまで拡大しようとしている。
2021年2月26日、マルティン・コールマンはベルムスグリュンのHaus des Gastesで新たに設立された組織「自由ザクセン」の党首に就任した。同組織は自らを党法に基づく党と称している一方で、「州によるコロナ強制措置を鑑み」自らを集合運動のための包括的団体と見なしている。数ヶ月のうちに、この組織はテレグラム上の言論を支配し、2022年2月時点で15万人の購読者を抱え、ザクセン州のCOVID-19パンデミック抗議者の過激な行動をコントロールするようになった。綱領的には、ヴィシェグラード・グループとの協力強化を求めており、ヴィシェグラード・グループとは、安全保障や家族政策について、旧西ドイツの連邦諸州よりも共通した見解を持っている。自由ザクセンは民主主義を否定し、「ザクセン王家を未来の形成に参加させる」ことを要求している。
ザクセン州憲法保護局は2021年6月、この組織を右翼過激派に分類した。2022年1月以降、ドイツ連邦憲法擁護庁は自由ザクセンを疑わしいケースとして分類し、全国的に監視している。
2022年2月にロシアがウクライナに侵攻した後、自由ザクセンによるデモ行進では、参加者がプーチンのマスクを着用し、ロシアの旗が振られた。このデモ行進で自由ザクセンは「世論にとって一番の敵はワクチン未接種者ではもうなくなった！今はロシア人が一番の敵なのだ。」と発言した。